# Little Wing
Little Wing è una canzone del gruppo rock The Jimi Hendrix Experience, scritta dal chitarrista e leader del gruppo Jimi Hendrix e registrata sull'album del 1967 Axis: Bold as Love.
Il noto periodico musicale Rolling Stone Magazine l'ha piazzata al 357º posto nella sua classifica delle 500 canzoni più belle di sempre.

## Cover famose
Molti artisti hanno eseguito delle reinterpretazioni del brano, tra i quali:
- Carlos Santana
- Stevie Ray Vaughan
- Sting
- The Corrs
- Pearl Jam
- Metallica
- Duane Allman, suonata assieme a Eric Clapton e i suoi Derek and the Dominos
- Eric Clapton, Pete Townshend e Ron Wood nel Rainbow Concert (alle tastiere Steve Winwood)
- Charly García
- Steve Lukather
- Gil Evans
- Pantera
- Steve Vai
- Sepultura
- John Mayer
- Yngwie Malmsteen
- Joanna Newsom
- Nigel Kennedy
- Marty Friedman
- Def Leppard
- Yavuz Çetin
- Meat Puppets
- Stef Burns
- Skid Row
- Andy Timmons
- Tuck & Patti
- Winger
- The Lies
- Andrea Braido
- Jeff Beck